# 395

## Esdeveniments
- Creació de la província Insulae Balearum. És la setena província d'Hispània.[1]
- Divisió permanent de l'Imperi Romà després de la mort de Teodosi I el Gran, l'Imperi Romà d'Orient passa a mans d'Arcadi i l'Imperi Romà d'Occident passa a mans d'Honori.
- Els visigots es revolten liderats per Alaric I.

## Necrològiques
- L'emperador romà Teodosi I, mor a Mediolanum (l'actual Milà).